# Kento Yamazaki
Kento Yamazaki (山﨑賢人?, Yamazaki Kento; Itabashi, 7 settembre 1994) è un attore e modello giapponese.

## Biografia
Nasce il 7 settembre 1994 a Itabashi, Tokyo, ha un fratello di sette anni più grande.

### Carriera
La prima offerta lavorativa arriva durante il terzo anno delle superiori, quando è stato scoperto dall'agenzia Stardust Promotion a Takeshita Dori (una strada di Harajuku), mentre tornava a casa dopo una partita di calcio. Ha lavorato come modello per la rivista Pichi Lemon dal 2009 al 2011, prima di entrare nel mondo della recitazione.
Ha dovuto imparare a suonare il pianoforte per il suo ruolo di Kōsei Arima nel film Shigatsu wa kimi no uso, si è esercitato sei mesi prima dell'inizio delle riprese, che sono iniziate a ottobre 2015. Nel 2018 ottiene il suo primo ruolo da protagonista, interpretando Ōtarō Dojima nella serie televisiva Todome no seppun. Sempre nel 2018 interpreta il protagonista Minato Shindo in Good Doctor, remake del drama coreano Good Doctor del 2013.

## Filmografia

### Cinema
- Kanseitou (管制塔?), regia di Takahiro Miki (2011)
- Kirin no tsubasa: gekijoban shinzanmono (麒麟の翼～劇場版・新参者～?), regia di Nobuhiro Doi (2012)
- Riaru onigokko 3 (リアル鬼ごっこ3?), regia di Mari Asato (2012)
- Riaru onigokko 5 (リアル鬼ごっこ5?), regia di Mari Asato (2012)
- Another (アナザー?), regia di Takeshi Furusawa (2012)
- Kyō, koi o hajimemasu (今日、恋をはじめます?), regia di Takeshi Furusawa (2012)
- JINX!!! (ジンクス!!!?), regia di Naoto Kumazawa (2013)
- L DK (エルディーケー?), regia di Yasuhiro Kawamura (2014)
- Heroine shikkaku (ヒロイン失格?), regia di Tsutomu Hanabusa (2015)
- Orange (オレンジ?), regia di Kōjirō Hashimoto e Hiroyuki Igoshi (2015)
- Bugie d'aprile (四月は君の嘘?), regia di Takehiko Shinjo (2016)
- Wolf Girl & Black Prince (オオカミ少女と黒王子?), regia di Ryūichi Hiroki (2016)
- Yo-kai Watch: soratobu kujira to double no sekai no daibōken da nyan! (映画 妖怪ウォッチ 空飛ぶクジラとダブル世界の大冒険だニャン!?), regia di Shinji Ushiro e Kenji Yokoi (2016)
- One Week Friends (一週間フレンズ?), regia di Shosuke Murakami (2017)
- Poetry Angel (ポエトリーエンジェル?), regia di Toshimitsu Iizuka (2017)
- Diamond Is Unbreakable ( ジョジョの奇妙な冒険 ダイヤモンドは砕けない 第一章?), regia di Takashi Miike (2017)
- Saiki Kusuo no psi-nan (斉木楠雄のΨ難?), regia di Yuichi Fukuda (2017)
- Hyouka (氷菓?), regia di Mari Asato (2017)
- Hitsuji to hagane no mori (羊と鋼の森?), regia di Kojiro Hashimoto (2018)
- Kingdom (キングダム?), regia di Shinsuke Sato (2019)
- Wotakoi: Love is Hard for Otaku (ヲタクに恋は難しい?), regia di Yuichi Fukuda (2020)
- Gekijo (劇場?), regia di Isao Yukisada (2020)
- Natsu e no tobira: kimi no iru mirai e (夏への扉 キミのいる未来へ?), regia di Takahiro Miki (2021)
- Kingdom II: Harukanaru Daichi e (キングダム2 遥かなる大地へ?), regia di Shinsuke Sato (2022)
- Kingdom: Unmei no Hono (キングダム3 運命の炎?), regia di Shinsuke Sato (2023)

### Televisione
- Atami no sousakan ( 熱海の捜査官?) – serie TV (2010)
- Clone Baby (クローンベイビー?) – serie TV (2010)
- Runaway - Aisuru kimi no tame ni (ランナウェイ～愛する君のために?) – serie TV (2011)
- Kuro no onna kyoushi (黒の女教師?) – serie TV (2012)
- 35 sai no kokosei (35歳の高校生?) – serie TV (2013)
- Team Batista 4: raden meikyu (チーム・バチスタ4 螺鈿迷宮?) – serie TV (2014)
- Yowakutemo katemasu ~kaisei koukou yakiyuubu no seori~ (弱くても勝てます～青志先生とへっぽこ高校球児の野望?) – serie TV (2014)
- Suikyū yankīsu (水球ヤンキース?) – serie TV (2014)
- Mare (まれ?) – serie TV (2015)
- Eien no nokura sea side blue (永遠のぼくらsea side blue?) – film TV (2015)
- Death Note (デスノート?) – serie TV, 11 episodi (2015)
- Sukinahito ga iru koto (好きな人がいること?) – serie TV, 10 episodi (2016)
- Rikuoh (陸王?) – serie TV (2017)
- Todome no seppun (トドメの接吻?) – serie TV, 10 episodi (2018)
- Good Doctor (グッド ドクター?) – serie TV, 10 episodi (2018)
- Due come noi!! (今日から俺は!!?) – serie TV, 1 episodio (2018)
- Jikō keisatsu 2019 (時効警察?) – serie TV, 1 episodio (2019)
- Boku dake ga 17-sai no sekai de (僕だけが17歳の世界で?) – serie TV, 1 episodio (2020)
- Alice in Borderland (今際の国のアリス?) – serie TV, 16 episodi (2020-2022)
- Atom's Last Shot (アトムの童?) – serie TV, 9 episodi (2022)

## Videografia
- 2011 – Karasu - Ressha
- 2011 – Galileo Galilei - Kanseitou
- 2018 – Masaki Suda - Sayonara Elegy

## Riconoscimenti
- Awards of the Japanese Academy
  - 2016 – Newcomer of the Year per Orange e Heroine shikkaku[12]
- Hochi Film Award
  - 2016 – Candidatura come Best New Artist per Orange e Heroine shikkaku
- Television Drama Academy Awards
  - 2018 – Candidatura come Best Actor per Todome no seppun[13]
  - 2018 – Best Actor per Good Doctor[14]
- Beijing IQiyi Scream Night Award
  - 2018 – Asian Newcomer of The Year per Good Doctor e Todome no seppun[15]

## Doppiatori italiani
Nelle versioni in italiano nelle opere in cui ha recitato, Kento Yamazaki è stato doppiato da:
- Simone Lupinacci in Alice in Borderland

## Opere
Libri fotografici
- Yamazaki Kento "You Are Here" (Genzaichi), Wani Books, 2014, ISBN 9784847046292[16]
- The Kentos, Tokyo News Service, 2014, ISBN 9784863364462[17]
- Kento Yamazaki Memorial BOOK "Scene #20", Kadokawa, 2015, ISBN 9784047319813
- Kento Yamazaki Photobook "KENTO YAMAZAKI", Kadokawa, 2019, ISBN 978-4-04-896369-5